# Купцов, Валентин Александрович
Валенти́н Алекса́ндрович Купцо́в (род. 4 декабря 1937, деревня Миндюкино, Череповецкий район, Вологодская область, РСФСР, СССР) — советский и российский государственный и политический деятель. Секретарь ЦК КПСС (1990—1991), первый секретарь ЦК КП РСФСР (август—ноябрь 1991 года; де-факто до февраля 1993 года), заместитель председателя с февраля 1993, а с 20 марта 1993 по 3 июля 2004 года первый заместитель председателя ЦК КПРФ, член Президиума ЦК КПРФ в 1993—2008 годах. Депутат Государственной Думы Федерального Собрания РФ II—V созывов (1995—2011), заместитель председателя Государственной Думы Федерального Собрания РФ четвёртого созыва (2003—2007).

## Биография

### Советский период
Валентин Купцов родился 4 декабря 1937 года в деревне Миндюкино, Череповецкого района Вологодской области. Начал работать в 1955 году в колхозе, позже заведовал избой-читальней в Уломском районе Вологодской области.
С 1956 по 1958 год служил в армии. С 1958 года работал на металлургическом заводе в Череповце. Одновременно учился в Северо-Западном заочном политехническом институте, который окончил в 1966 году, получив специальность «инженер-металлург». В 1988 году окончил Ленинградскую высшую партийную школу. На Череповецком металлургическом заводе работал вальцовщиком, мастером прокатных станов, секретарём парткома цеха, заместителем секретаря парткома завода.
Член КПСС с 1966 года. С 1974 года — на партийной работе. В 1974—1979 годах — первый секретарь Череповецкого городского комитета КПСС.
Как вспоминал сам Купцов, ему «трижды предлагали в Москву», первый раз в 1974 году, ещё во время его работы на заводе, затем в 1975 году — «когда я работал вторым секретарём горкома в Череповце, меня брали в отдел тяжёлой промышленности ЦК партии»: Купцов отказался на собеседовании у секретаря ЦК В. И. Долгих. «Последний случай был уже в 1985 году. Меня забрали в Москву инспектором… это был третий случай, мне отказаться было невозможно. Я прошёл эту школу, и меня рекомендовали вторым секретарём ЦК Компартии Узбекистана. А потом вдруг Политбюро приняло решение освободить А. С. Дрыгина… Вот меня и вернули обратно в Вологодскую область».
С 1985 по 1989 год работал первым секретарём Вологодского обкома КПСС. В 1986—1991 годах — член ЦК КПСС.
Весной 1989 года был избран народным депутатом СССР от Великоустюгского территориального избирательного округа Вологодской области.
В 1989—1990 годах — член Российского бюро ЦК КПСС.
В 1990 году был избран народным депутатом Вологодского областного Совета народных депутатов.
В марте—апреле 1990 года — председатель Вологодского областного Совета.
В апреле 1990 года был переведён на партийную работу в Москву — был секретарём ЦК КПСС, заведующим отделом по работе с общественно-политическими организациями ЦК КПСС, председателем Постоянной Общественно-политической комиссии ЦК КПСС.
В конце июля 1990 года в Секретариате ЦК КПСС обсуждалась и была одобрена записка Валентина Купцова, в которой сообщалось, что некие оппозиционные силы готовят в ближайшие месяцы захват власти в стране. Доказательством тому служат, по мнению Купцова, намерения лидеров оппозиции провести осенью 1990 года учредительный конгресс демократических сил, а затем добиться досрочного роспуска Съезда народных депутатов СССР и Верховного Совета СССР, пересмотра Конституции СССР. "В ближайшее время эту стратегию планируют апробировать в масштабах РСФСР",— утверждал Купцов. Способами достижения власти должны были стать "круглый стол", по примеру Комитета гражданского действия или Гражданского форума по примеру стран Восточной Европы, вынужденная отставка Президента СССР М. Горбачёва под давлением забастовок.
Участвовал в создании КП РСФСР. На Пленуме ЦК КП РСФСР 6 августа 1991 года был избран первым секретарём ЦК КП РСФСР (вместо Ивана Полозкова). Отказался поддержать действия руководства РСФСР против ГКЧП, после 21 августа 1991 года находился под следствием как «соучастник попытки государственного переворота».
Указом от 23 августа 1991 Президент РСФСР Борис Ельцин приостановил, а указом от 6 ноября 1991 — прекратил деятельность КПСС и её республиканской организации — КП РСФСР и распустил организационные структуры партии. По словам Купцова, 25 октября 1991 года он встречался с Б. Н. Ельциным и уговаривал его отменить указ о приостановлении деятельности КП РСФСР. После запрета партии Купцов де-факто продолжал свою работу на посту Первого секретаря ЦК КП РСФСР вплоть до февраля 1993 года, когда был проведен восстановительный съезд.

### После распада СССР
В 1991—1992 годах работал консультантом Международного фонда содействия приватизации и иностранным инвестициям.
После запрета в 1991 году возглавил работу по восстановлению партии, в 1992—1993 годах возглавлял Оргкомитет по созыву съезда коммунистов России. 26 мая 1992 года В. А. Купцов был восстановлен в должности Первого секретаря ЦК КП РСФСР постановлением Конституционного суда РФ, дабы предстать ответчиком по иску группы народных депутатов РФ (во главе с О. Г. Румянцевым) о признании КПСС и КП РСФСР неконституционными. 30 ноября того же года Конституционный суд снял запрет с деятельности первичных организаций КПСС—КП РСФСР, но оставил в силе роспуск руководящих структур.
Организаторами восстановительного съезда сначала планировалось, что в партии будет введён институт сопредседателей, среди которых ведущую роль будет играть Купцов. Однако на II съезде КПРФ (февраль 1993 года) А. М. Макашов обвинил Купцова в контактах с Ельциным, мягкотелости и горбачёвском оппортунизме, и Купцов уступил первое место в партийной иерархии Г. А. Зюганову.
14 февраля 1993 года избран заместителем председателя, а 20 марта 1993 года — первым заместителем председателя ЦИК КПРФ (с января 1995 года — ЦК КПРФ), занимал этот пост до 3 июля 2004 года. Член Президиума ЦК КПРФ с 14 февраля 1993 по 30 ноября 2008 года.
В 1994—1995 годах — руководитель аппарата фракции КПРФ в Государственной Думе РФ I созыва. 17 декабря 1995 года был избран депутатом Государственной Думы второго созыва, входил в комитет по туризму и спорту.
19 декабря 1999 года был избран депутатом Государственной Думы третьего созыва, являлся членом комитета ГД по международным делам.
В 2003 году избран депутатом Государственной Думы четвёртого созыва, в которой стал заместителем председателя Государственной Думы.
В 2007 году избран депутатом Государственной Думы пятого созыва, работал председателем Комитета по делам национальностей.
В 2002—2003 годах в прессе широко дискутировался вопрос о конфликте Купцова с Геннадием Зюгановым из-за распределения полномочий в партийной иерархии. В июне 2004 года Купцов заявил о сложении полномочий первого заместителя Председателя ЦК КПРФ на ближайшем съезде, что было воспринято как намёк Зюганову на аналогичные действия. Однако В. А. Купцов в итоге остался на стороне Зюганова в конфликте, разгоревшемся внутри КПРФ в июле 2004 года.
В 2008 году Купцов лишился места в президиуме ЦК КПРФ.
24 апреля 2010 года в ряде российских Интернет-изданий появилась информация о гибели Валентина Александровича Купцова на охоте, которая была исправлена только к концу следующего дня.
В 2011 году Купцов не был включен в список КПРФ на выборах в Государственную Думу шестого созыва.
10 сентября 2018 года Валентин Купцов награждён Орденом Дружбы.

### Семья
С 1960 года женат на Людмиле Алексеевне — инженере-металлурге, ныне пенсионерке. Дочери: Наталья — преподаватель русского языка и литературы, Ирина (род. 1969) — историк, профессор МГУ. Имеет внуков.

## Награды и звания
Награждён следующими наградами: 
- орден Дружбы (10.09.2018)[20],
- орден Ленина (3.12.1987),
- Два ордена Трудового Красного Знамени,
- Орден «Знак Почёта»,
- Медаль «За трудовую доблесть»[2],
- Памятная медаль КНР[21].
- Почётная грамота правительства Российской Федерации (23.03.2010)[22].